# فرکانس قطع

تابع انتقال بزرگی یک فیلتر میان‌گذر با فرکانس قطع ۳ دسی‌بل پایین f_{1} و فرکانس قطع ۳ دسی‌بل بالا f_{2}

در فیزیک و مهندسی برق، فرکانس قطع (به انگلیسی: Cutoff frequency) یا فرکانس گوشه (به انگلیسی: corner frequency) یا فرکانس شکست (به انگلیسی: break frequency)، مرزی در پاسخ فرکانسی سیستم است که در آن انرژی ورودی به سیستم به جای عبور از آن شروع به کاهش (تضعیف‌شده یا بازتاب‌شده) می‌کند.
معمولاً در سیستم‌های الکتریکی مانند فیلترها و کانال‌های مخابراتی، فرکانس قطع به یک لبه در مشخصه پایین‌گذر، بالاگذر، میان‌گذر و میان‌نگذر بکار می‌رود. یک فرکانس مرزی را بین یک میان‌گذر و یک میان‌نگذر مشخص می‌کند. گاهی نقطه‌ای در پاسخ فیلتر گرفته می‌شود که و باندگذر به‌هم برخورد می‌کنند، برای مثال نقطه نیم‌توان (فرکانسی که در آن خروجی مدار ۳- دی‌بی مقدار نامی باندگذر می‌باشد) تعریف شده‌است. از طرف دیگر، فرکانس گوشه باندنگذر ممکن است به‌عنوان نقطه‌ای که یک باندگذار و باندنگذر به‌هم می‌رسند مشخص شود: فرکانسی که تضعیف آن بزرگتر از تضعیف باندتوقف موردنیاز است، که برای مثال ممکن است ۳۰ دسی‌بل یا ۱۰۰ دسی‌بل باشد.

نمودار بود از پاسخ فرکانسی فیلتر باتروث، با فرکانس گوشه برچسب‌گذاری‌شده

در مورد موجبر یا آنتن، فرکانس‌های قطع متناسب با طول‌موج‌های قطع پایین و بالا هستند.

## الکترونیک
در الکترونیک، فرکانس قطع یا فرکانس گوشه فرکانسی است که در بالا یا پایین‌تر از آن، توان خروجی یک مدار، مانند یک خط، تقویت‌کننده، یا فیلتر الکترونیکی به‌نسبت معینی از توان در باندگذر کاهش‌یافته‌است. غالباً این نسبت نصف توان باندگذر است که به آن نقطه ۳ دی‌بی نیز می‌گویند، زیرا اُفت ۳ دسی‌بل تقریباً به نصف توان مربوط می‌شود. به عنوان یک نسبت ولتاژ، این کاهش به {\textstyle {\sqrt {1/2}}\ \approx \ 0.707} ولتاژ باندگذر است. نسبت‌های دیگر به جز نقطه ۳ دسی‌بل نیز ممکن است مرتبط باشند. دور از فرکانس قطع در باند گذار، نرخ افزایش تضعیف (رول-آف) با لگاریتم فرکانس مجانبی به یک ثابت است. برای یک شبکه مرتبه-اول، رول‌آف ۲۰- دسی‌بل در هر دهه (۶- دسی‌بل در هر اکتاو) است.

## موجبر
فرکانس قطع یک موجبر الکترومغناطیسی پایین‌ترین فرکانسی است که به وسیلهٔ آن یک مد در داخل موجبر منتشر می‌شود. در فیبر نوری، شایع‌تر است که طول‌موج قطع را در نظر بگیرید، بالاترین طول‌موجی که در آن موج در داخل فیبر نوری یا موجبر منتشر می‌شود. فرکانس قطع به وسیلهٔ معادله هلمهولتز برای موج‌های الکترومغناطیسی کشف‌شد، که از معادله موج الکترومغناطیسی سرچشمه می‌گیرد. با مساویِ صفر قراردادن عدد موج طولی و حل معادله برای به‌دست آوردن فرکانس؛ بنابراین هر فرکانسی پایین‌تر از فرکانس قطع به جای انتشار، تضعیف خواهدشد.